# 1969-1970シーズンのNBA
1969-1970シーズンのNBAは、NBAの24回目のシーズンである。

## アルシンダー登場
来る1970年代の最重要選手の一人が、この年のドラフトにエントリーした。ルー・アルシンダー、後のカリーム・アブドゥル＝ジャバーである。カレッジ時代に数々の伝説を打ちたて、すでに名声を固めていたアルシンダーのドラフトエントリーに、プロバスケ界全体が色めき立った。ABAはリーグ全体でアルシンダー獲得に動き、全チームから獲得資金を集めた上で、アルシンダー自身に入団したいチームの選択権を与え、さらに白紙の小切手まで渡した。しかしアルシンダーが入団を決意したのはリーグ総出で歓迎体制を敷いたABAではなく、NBAドラフトの全体1位指名を獲得したNBAのミルウォーキー・バックスだった。アルシンダー獲得のため故意に多くの敗北を喫したと言われるバックスは、前季は27勝で見事にイースタンデビジョン最下位となり、ウェスタンデビジョン最下位のフェニックス・サンズとのコインリップの結果、ドラフト1位指名権を獲得した。他にはジョ・ジョ・ホワイト、ハーム・ギリアムらが指名を受けている。

## シーズン

### オールスター
- 開催日：2月20日
- 開催地：フィラデルフィア
- オールスターゲーム　イースト 142－135 ウエスト
- MVP：ウィリス・リード　（ニューヨーク・ニックス）

### イースタン・デビジョン
| チーム                   | 勝 | 負 | 勝率 | ゲーム差 |
| ------------------------ | -- | -- | ---- | -------- |
| ニューヨーク・ニックス   | 60 | 22 | .732 | -        |
| ミルウォーキー・バックス | 56 | 26 | .683 | 4        |
| ボルチモア・ブレッツ     | 50 | 32 | .610 | 10       |
| フィラデルフィア・76ers  | 42 | 40 | .512 | 18       |
| シンシナティ・ロイヤルズ | 36 | 46 | .439 | 24       |
| ボストン・セルティックス | 34 | 48 | .415 | 26       |
| デトロイト・ピストンズ   | 31 | 51 | .378 | 29       |

### ウエスタン・デビジョン
| チーム                         | 勝 | 負 | 勝率 | ゲーム差 |
| ------------------------------ | -- | -- | ---- | -------- |
| アトランタ・ホークス           | 48 | 34 | .585 | -        |
| ロサンゼルス・レイカーズ       | 46 | 36 | .561 | 2        |
| フェニックス・サンズ           | 39 | 43 | .476 | 9        |
| シカゴ・ブルズ                 | 39 | 43 | .476 | 9        |
| シアトル・スーパーソニックス   | 36 | 46 | .439 | 12       |
| サンフランシスコ・ウォリアーズ | 30 | 52 | .366 | 18       |
| サンディエゴ・ロケッツ         | 27 | 55 | .329 | 21       |

### スタッツリーダー
| 部門       | 選手                 | チーム                       | 記録 |
| ---------- | -------------------- | ---------------------------- | ---- |
| 得点       | ジェリー・ウェスト   | ロサンゼルス・レイカーズ     | 31.2 |
| リバウンド | エルヴィン・ヘイズ   | サンディエゴ・ロケッツ       | 16.9 |
| アシスト   | レニー・ウィルケンズ | シアトル・スーパーソニックス | 9.1  |
| FG%        | ジョニー・グリーン   | サンディエゴ・ロケッツ       | .559 |
| FT%        | フリン・ロビンソン   | ミルウォーキー・バックス     | .898 |

※このシーズンからスタッツリーダーは通算ではなく、アベレージで決められるようになった。

### 各賞
- 最優秀選手: ウィリス・リード, ニューヨーク・ニックス
- ルーキー・オブ・ザ・イヤー: ルー・アルシンダー, ミルウォーキー・バックス
- 最優秀コーチ賞: レッド・ホルツマン, ニューヨーク・ニックス

- All-NBA First Team:
  - コニー・ホーキンズ, フェニックス・サンズ
  - ビリー・カニンガム, フィラデルフィア・76ers
  - ウォルト・フレイジャー, ニューヨーク・ニックス
  - ウィリス・リード, ニューヨーク・ニックス
  - ジェリー・ウェスト, ロサンゼルス・レイカーズ

- All-NBA Rookie Team:
  - ディック・ガーネット, ロサンゼルス・レイカーズ
  - マイク・デイビス, ボルチモア・ブレッツ
  - ジョ・ジョ・ホワイト, ボストン・セルティックス
  - ルー・アルシンダー, ミルウォーキー・バックス
  - ボブ・ダンドリッジ, ミルウォーキー・バックス

- NBA All-Defensive First Team:
  - デイブ・ディバッシャー, ニューヨーク・ニックス
  - ガス・ジョンソン, ボルチモア・ブレッツ
  - ウィリス・リード, ニューヨーク・ニックス
  - ウォルト・フレイジャー, ニューヨーク・ニックス
  - ジェリー・ウェスト, ロサンゼルス・レイカーズ

### 新たな時代へ
ビル・ラッセルの引退は新たな時代の到来を告げた。長期に渡ってリーグを支配し続けたボストン・セルティックスはラッセルの引退により、19年ぶりにプレーオフ出場を逃し、本命不在の群雄が割拠する1970年代へと突入していくのである。
不遇の1960年代を過ごしたニューヨーク・ニックスは60年代後半より少しずつ主役となれる選手が揃い始め、このシーズンには1954年以来のデビジョン優勝を遂げた。また大物新人ルー・アルシンダーが加入したミルウォーキー・バックスは前季の27勝から倍以上となる56勝の勝ち星をあげ、ウィルト・チェンバレン以来の衝撃をリーグにもたらした。アルシンダーは28.8得点（リーグ2位）14.5リバウンド（リーグ3位）の成績を残して当然のように新人王に輝き、MVP投票でも3位に入った。前季大躍進を遂げたボルチモア・ブレッツも好成績を維持している。
ニックスはウィリス・リードを除いてウォルト・フレイジャーやデイブ・ディバッシャー、バックスはルー・アルシンダー、ブレッツはウェス・アンセルド、アール・モンローと、強豪チームの主力を担う選手はいずれも1960年代後半にドラフト指名を受けた者たちだった。
ウエスタン・デビジョンではウォルト・ベラミーや、同じく1960年代後半にドラフト指名されたルー・ハドソンとジョー・コールドウェルらが主力を担うアトランタ・ホークスが首位の座に着いた。
ボストン・セルティックスとイースタンの覇権を争ったフィラデルフィア・76ersやオスカー・ロバートソン率いるシンシナティ・ロイヤルズは優勝戦線から遠ざかり、かつてのセルティックスのライバルチームで権勢を保つのは、エルジン・ベイラー、ジェリー・ウェスト、ウィルト・チェンバレンのオールドスターを擁するロサンゼルス・レイカーズだけとなった。そのレイカーズはチェンバレンがシーズンの大半を欠場するアクシデントに見舞われたが、ビッグスリー最年少のウェストが得点王に輝く活躍でチームを引っ張り、チェンバレンもプレーオフには間に合った。

## プレーオフ・ファイナル
|  | デビジョン準決勝 | デビジョン準決勝 | デビジョン準決勝 |            |   | デビジョン決勝 | デビジョン決勝 | デビジョン決勝 |  |  | ファイナル | ファイナル | ファイナル |
|  |                  |                  |                  |            |   |                |                |                |  |  |            |            |            |
|  | 1                | ホークス         | 4                |            |   |                |                |                |  |  |            |            |            |
|  | 4                | ブルズ           | 1                |            |   |                |                |                |  |  |            |            |            |
|  | 4                | ブルズ           | 1                |            | 1 | ホークス       | 0              |                |  |  |            |            |            |
|  | Western Division |                  |                  |            | 1 | ホークス       | 0              |                |  |  |            |            |            |
|  |                  |                  | 2                | レイカーズ | 4 |                |                |                |  |  |            |            |            |
|  | 3                | サンズ           | 2                | レイカーズ | 4 | 3              |                |                |  |  |            |            |            |
|  | 3                | サンズ           |                  |            |   | 3              |                |                |  |  |            |            |            |
|  | 2                | レイカーズ       | 4                |            |   |                |                |                |  |  |            |            |            |
|  |                  |                  |                  |            |   |                |                |                |  |  | W2         | レイカーズ | 3          |
|  |                  |                  | E1               | ニックス   | 4 |                |                |                |  |  |            |            |            |
|  | 1                | ニックス         | 4                |            |   |                |                |                |  |  |            |            |            |
|  | 3                | ブレッツ         | 3                |            |   |                |                |                |  |  |            |            |            |
|  | 3                | ブレッツ         | 3                |            | 1 | ニックス       | 4              |                |  |  |            |            |            |
|  | Eastern Division |                  |                  |            | 1 | ニックス       | 4              |                |  |  |            |            |            |
|  |                  |                  | 2                | バックス   | 1 |                |                |                |  |  |            |            |            |
|  | 4                | 76ers            | 2                | バックス   | 1 | 1              |                |                |  |  |            |            |            |
|  | 4                | 76ers            |                  |            |   | 1              |                |                |  |  |            |            |            |
|  | 2                | バックス         | 4                |            |   |                |                |                |  |  |            |            |            |

- ファイナルMVP：ウィリス・リード

### 伝説的な第7戦
ニューヨーク・ニックスは1946年にBAA（NBAの前身）が発足した時の11チームの一つとして誕生し、NBA最初期にあたる1940年代から1950年代前半にかけては強豪チームとして活躍し、1951年からは3年連続でファイナルに進出した。しかしセルティックス王朝時代に入ると共にニックスは下位に甘んじるようになり、1956-57シーズンからは2年連続でデビジョン最下位に沈んだ。当時リーグは人気停滞に喘いでおり、その原因の一端はニューヨークという世界でも指折りの大都市・市場に本拠地を置きながら弱小チームであるニックスにあるとまで言われた。NBAの人気が高まり始めた1960年代、ニックスは7シーズン連続でビジョン最下位と、低迷を極めた。毎シーズンのようにドラフト上位指名を獲得するが、ニックスが指名した選手は尽く期待外れの成績に終わった。ニックスは完全にリーグのお荷物チームとなっていた。
こうした状況が好転し始めたのは1964年のドラフトでウィリス・リードを2巡目10位で指名した頃からだった。ちなみにこの年の全体1位指名権はニックスが保持しており、ニックスはジム・バーンズを指名したが、バーンズは目立った活躍をすることなく2シーズンでニックスを離れている。リードは当時を代表するセンターの一人としてニックスを率い、1967年には7シーズンぶりのプレーオフに進出に押し上げた。そしてこの年のドラフトで名ポイントガードのウォルト・フレイジャーを獲得したことが、後のニックスの躍進を決定的にした。ニックスはさらにフェイダウェイショットのパイオニア的存在であるディック・バーネットやビル・ブラッドリー、好ディフェンダーのデイブ・ディバッシャーらを獲得し、充実したメンバーが揃った。そしてこのシーズンにはついにリーグ首位の成績を収め、プレーオフでも勝ち抜いて17シーズンぶりにファイナルに進出した。
西側からは3年連続でロサンゼルス・レイカーズが勝ち上がって来た。東西海岸随一の大都市に本拠地を置き、優勝に飢えているチーム同士の対決は、第3戦、第4戦がオーバータイムにもつれ込むなど、激戦が続いた。第5戦は107-100でニックスが勝利したが、ニックスはこの勝利に高い代償を払った。エースセンターのウィリス・リードが右太腿筋肉の部分断裂を起こし、第6戦を欠場してしまったのである。第6戦、ニックスはレイカーズの怪物センター、ウィルト・チェンバレンを止める術がなく、チェンバレンが45得点27リバウンドを記録したレイカーズが135-113でニックスを圧倒し、シリーズを3勝3敗のタイに戻した。
リードを欠くニックスにもはや勝機なしと思われたが、しかしリードは第7戦が行われるマディソン・スクエア・ガーデンのコートに立った。本来なら絶対にプレイなどできない右足に痛み止めの注射を打ったリードは、試合開始からニックス最初の2本のシュートを決めてレイカーズと観客を驚かせた。この日のリードの得点はこの2本のシュートのみだったが、リードの勇姿に鼓舞されたニックスは113-99とレイカーズに完勝し、チーム創設24年目にして初の優勝を決めた。リードの盟友ウォルト・フレイジャーは36得点19アシストという快記録を残し、この日のリードとフレイジャーの活躍はプレーオフ史上に残る伝説として語り継がれるようになる。
一方のレイカーズはこれで3年連続ファイナル敗退となり、さらに遡ればこの12年で8度目のファイナル敗退である。ここまで優勝に近いところに居ながら、優勝に手が届かないチームもNBA史上例がなかった。しかし今回の敗退がそれ以外の敗退と違うところは対戦相手がボストン・セルティックスではない、ニューヨーク・ニックスであることだった。レイカーズにとっては1967年にフィラデルフィア・76ersによってリーグが「セルティックの軛」から解放された時、次こそはレイカーズが優勝する番のはずだった。しかしセルティックス支配はすぐに復活してしまい、ようやくその支配が完全に終わったこの年も、新興チームのニックスに敗れてまたもや優勝を逃してしまったのである。レイカーズの主戦力であるビッグスリーの平均年齢は33歳。レイカーズに残された時間は、決して多くはなかった。

## ラストシーズン
- ボブ・クージー　（1950-63, 1969-70）　6年のブランクを経て復活。シンシナティ・ロイヤルズでプレイしたが、7試合のみの出場に留まった。
- リッチー・ゲーリン　（1956-70）　1964年からコーチ兼任でアトランタ・ホークスでプレイした。1967年には一旦現役から退いてコーチに専念し、最優秀コーチ賞にも選ばれた。1967年にはコーチ兼任のまま現役復帰。このシーズンを最後に再びコーチに専念するため、現役から完全引退した。
- ガイ・ロジャーズ　（1958-70）
- ドン・オール　（1960-70）
- ジョー・コールドウェル　（1964-70）　このシーズンを最後にABAのカロライナ・クーガーズに移籍したため、NBAでは最後のシーズンとなった。ABAでは1975年までプレイした。